# Frank Andersen (balletmester)
 For alternative betydninger, se Frank Andersen. (Se også artikler, som begynder med Frank Andersen)
Frank Andersen (født 15. april 1953 i København) er en dansk balletdanser og balletmester.
Han er søn af Carl Angelius Andersen (død 1964) og hustru Sonja. Han blev i 1983 gift med balletdanseren Eva Kloborg, og de har sammen sønnen Sebastian (født 1986).
Han blev optaget på Det Kongelige Teaters Balletskole i 1960 og blev i 1971 danser ved Den Kongelige Ballet, hvor han i 1977 blev solodanser.
Han var balletmester ved Den Kongelige Ballet fra 1985 til 1994, balletmester ved Den Kongelige Svenske Ballet fra 1995 til 1999 og igen balletmester ved Den Kongelige Ballet fra 2002. Fra 1. juli 2008 afløstes han som balletmester af Nikolaj Hübbe.